# Cimetière militaire allemand de Soupir
Les Cimetière militaire allemand de Soupir est un cimetière militaire de la Première Guerre mondiale, situés sur le territoire de la commune de Soupir, dans le département de l'Aisne.

## Historique
Le cimetière allemand de soupir a été édifié en 1920 par l’État français sur l'emplacement d'un ancien hôpital de l'armée française. Des tombes provenant de 143 lieux différents y furent transférées jusque 1924.

## Caractéristiques
Le cimetière allemand est situé en bordure de la R.D.925, il rassemble les corps de soldats morts dans le secteur allant de Soissons à Reims : Chemin des Dames, Vesle et Marne, morts  en 1914, 1917 et 1918 principalement.
11 089 corps  sont inhumés dans ce cimetière, 5 134 dans des tombes individuelles matérialisées par des croix en pierre (dont 19 ne sont pas identifiés) et 5 955 inhumés dans un ossuaire dont 794 sont identifiés.

## Galerie

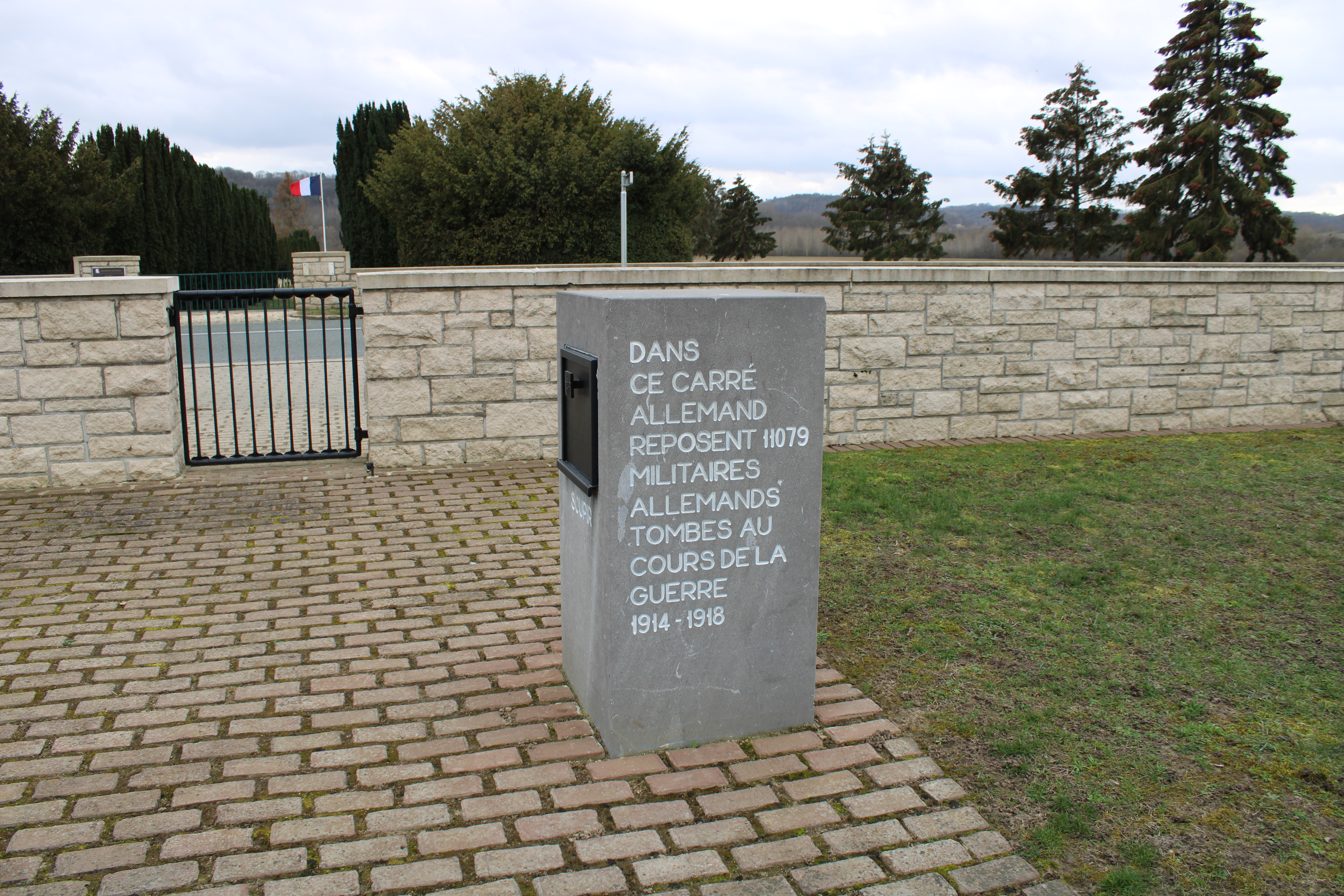
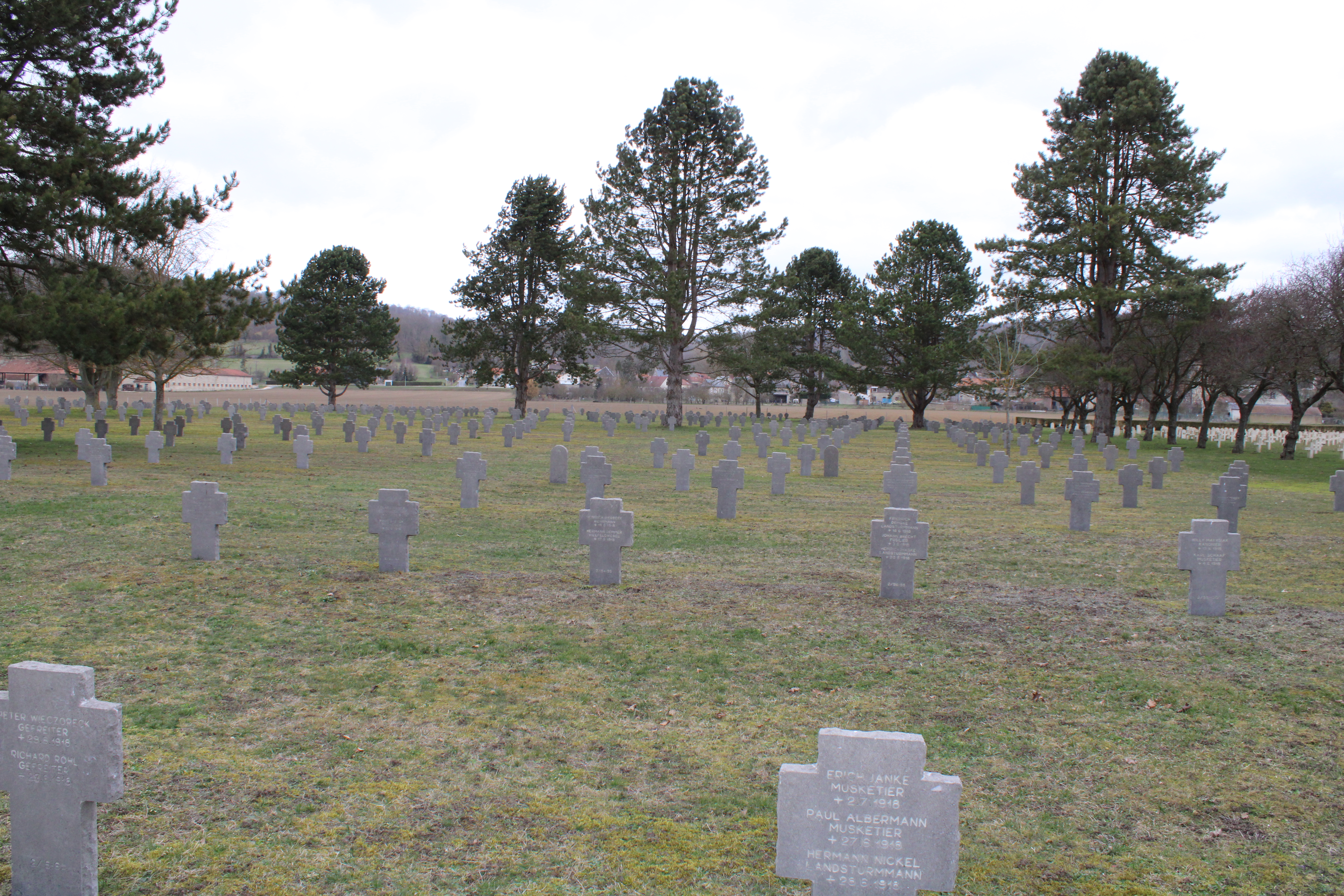
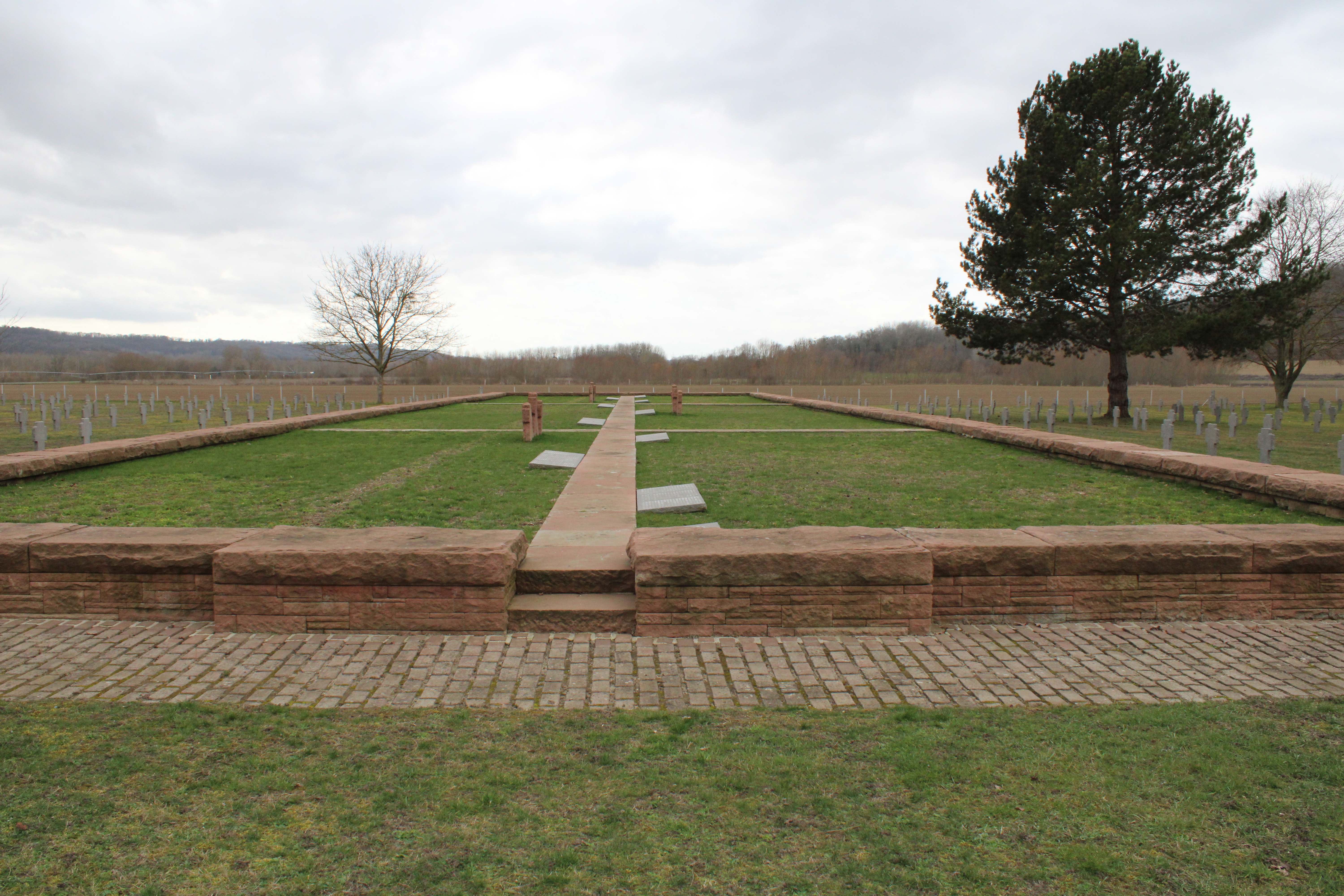
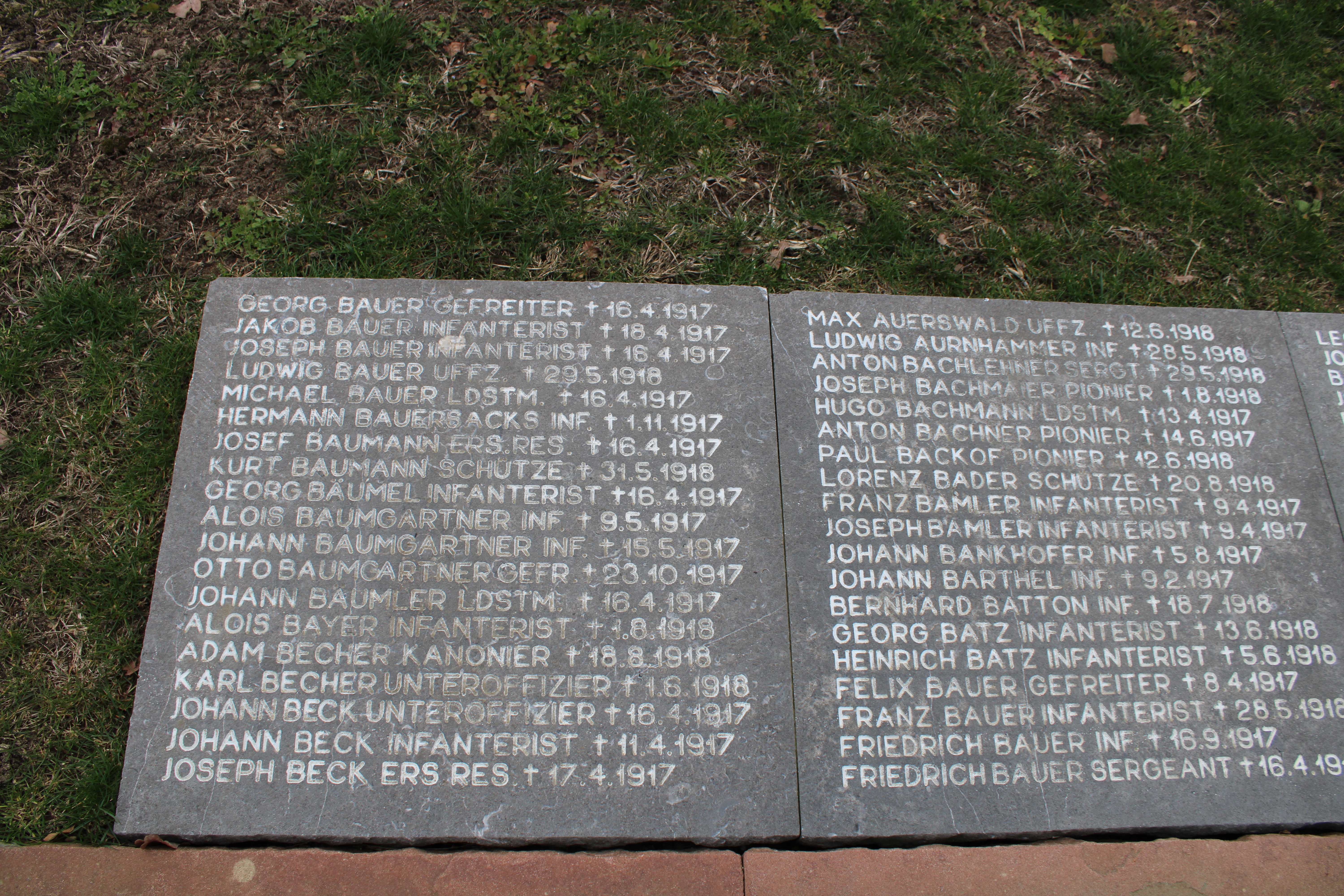
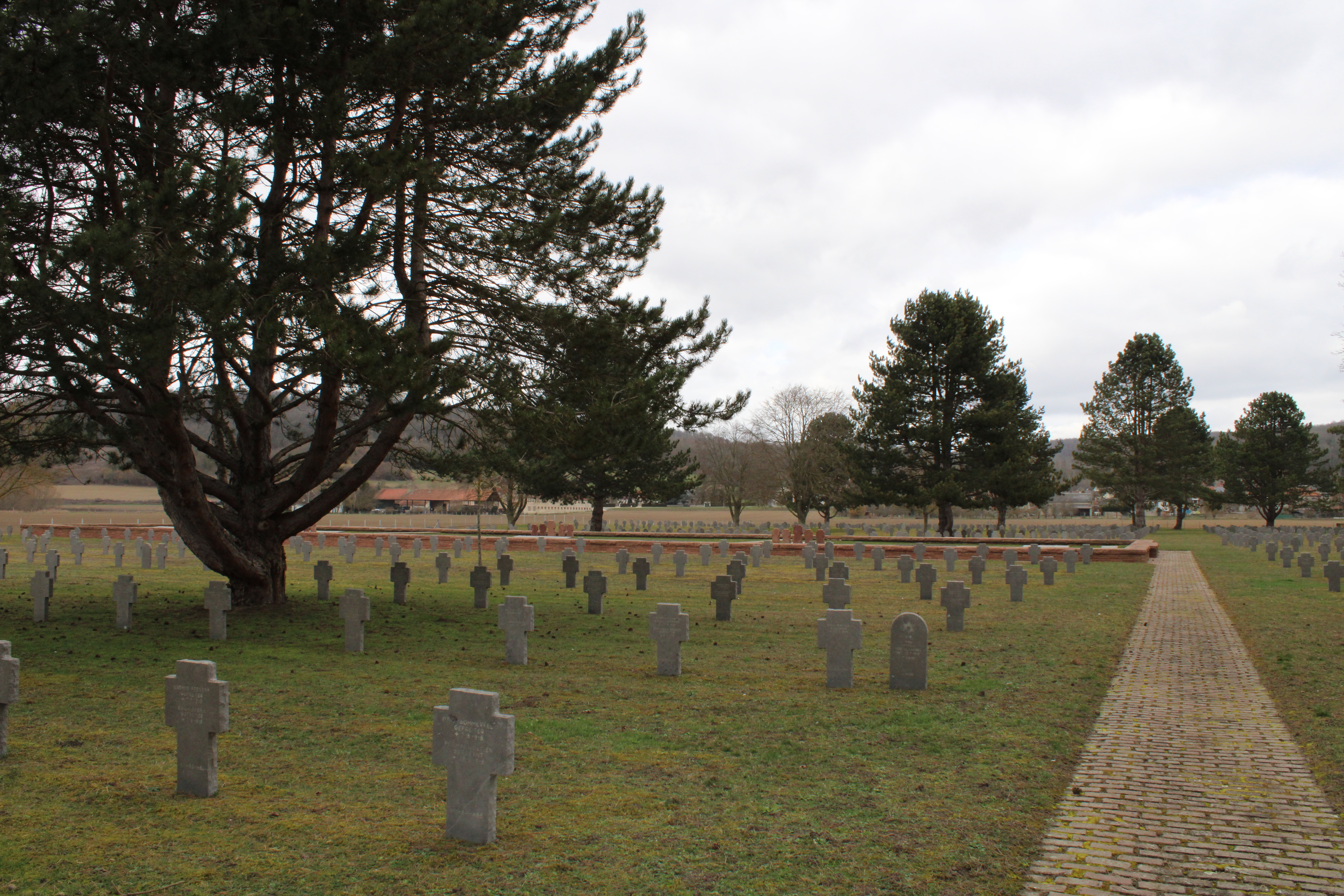